# Hyponephele lycaonoides
Hyponephele lycaonoides är en fjärilsart som beskrevs av Weiss 1978. Hyponephele lycaonoides ingår i släktet Hyponephele och familjen praktfjärilar. Inga underarter finns listade i Catalogue of Life.